# Alessandro Proni
Alessandro Proni (født 28. december 1982 i Rom) er en italiensk tidligere professionel cykelrytter. Han har kørt for ISD siden 2009. Han vandt 3. etape af Tour de Suisse 2007.